# Grand Prix Manufacturers Association
La Grand Prix Manufacturers Association (GPMA), già nota come Grand Prix World Championship o GPWC, è stata una società commerciale a cui parteciparono i principali costruttori presenti in Formula 1, e il cui scopo era quello di organizzare un cosiddetto "campionato alternativo", ovvero avente un'organizzazione commerciale distinta da quella attualmente gestita dalla Formula One Management (FOM) di Bernie Ecclestone.
L'insoddisfazione dei costruttori era principalmente di carattere economico, infatti l'organizzazione della FOM trattiene per sé gran parte degli introiti generati dal Campionato mondiale di Formula Uno (il 53% secondo alcune fonti) mentre le squadre sostengono costi crescenti per gareggiare. A partire dalla fondazione della GPWC nel 200X, i progetti di un campionato alternativo sono spesso stati visti come un'arma negoziale per ottenere condizioni migliori all'atto del rinnovo del Patto della Concordia. 
L'uso del termine Grand Prix da un lato mira ad impedire problemi con i diritti stabiliti dalla FOM sul nome Formula 1, dall'altro riporta alla mente il nome con cui erano generalmente conosciuta gare e vetture prima della nascita del Campionato Mondiale nel 1950. Tra gli obiettivi dichiarati dell'eventuale campionato organizzato dalla GPWC, minori costi e maggiore percentuali di ricavi da distribuire alle squadre partecipanti.
Azionisti della GPWC erano BMW, DaimlerChrysler (Mercedes), FIAT (Ferrari), Ford (Jaguar) e Renault con presidente il manager tedesco Jürgen Hubbert, già dirigente della Mercedes. Dopo la nascita del gruppo la Ferrari ha deciso di rinnovare con la FOM e ha lasciato la società, mentre la Ford ha ceduto la Jaguar Racing alla Red Bull. I due costruttori giapponesi Honda e Toyota si sono invece uniti ai costruttori del gruppo.
A partire da maggio 2005 la società si riorganizzò, con il nuovo nome di Grand Prix Manufacturers' Association scelto a luglio 2005, e una nuova composizione di soci comprendenti BMW, DaimlerChrysler, Renault, Honda e Toyota.
Nel febbraio 2007 la Renault comunicò di aver lasciato l'organizzazione, con la motivazione che per ottenere un dialogo costruttivo con la FIA sulla futura direzione dello sport, sia importante lavorare insieme a tutti i costruttori impegnati in Formula 1, inclusi Ferrari e Toyota.
La GPMA fu sostituita nel 2008 dalla Formula One Teams Association (FOTA), che a sua volta venne sciolta nel 2014.